# Cnemaspis ganeshaiahi
Cnemaspis ganeshaiahi — вид ящірок з родини геконових (Gekkonidae). Описаний у 2023 році.

## Етимологія
Вид названо на честь К. Н. Ганешая, який працював професором генетики рослин і селекції в Університеті сільськогосподарських наук у Бангалору, і був співзасновником Фонду дослідження екології та навколишнього середовища Ашоки (Ashoka Trust for Research in Ecology and the Environment).

## Поширення
Ендемік Індії. Поширений у заповіднику дикої природи Малай Махадешвара на півдні гір Східні Гати. 

## Опис
Тіло завдовжки до 32,8 мм, не враховуючи хвоста.